# Szyfr Playfair

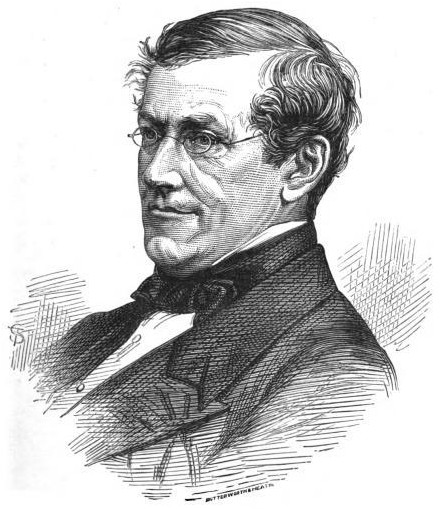
Charles Wheatstone, wynalazca szyfru Playfair

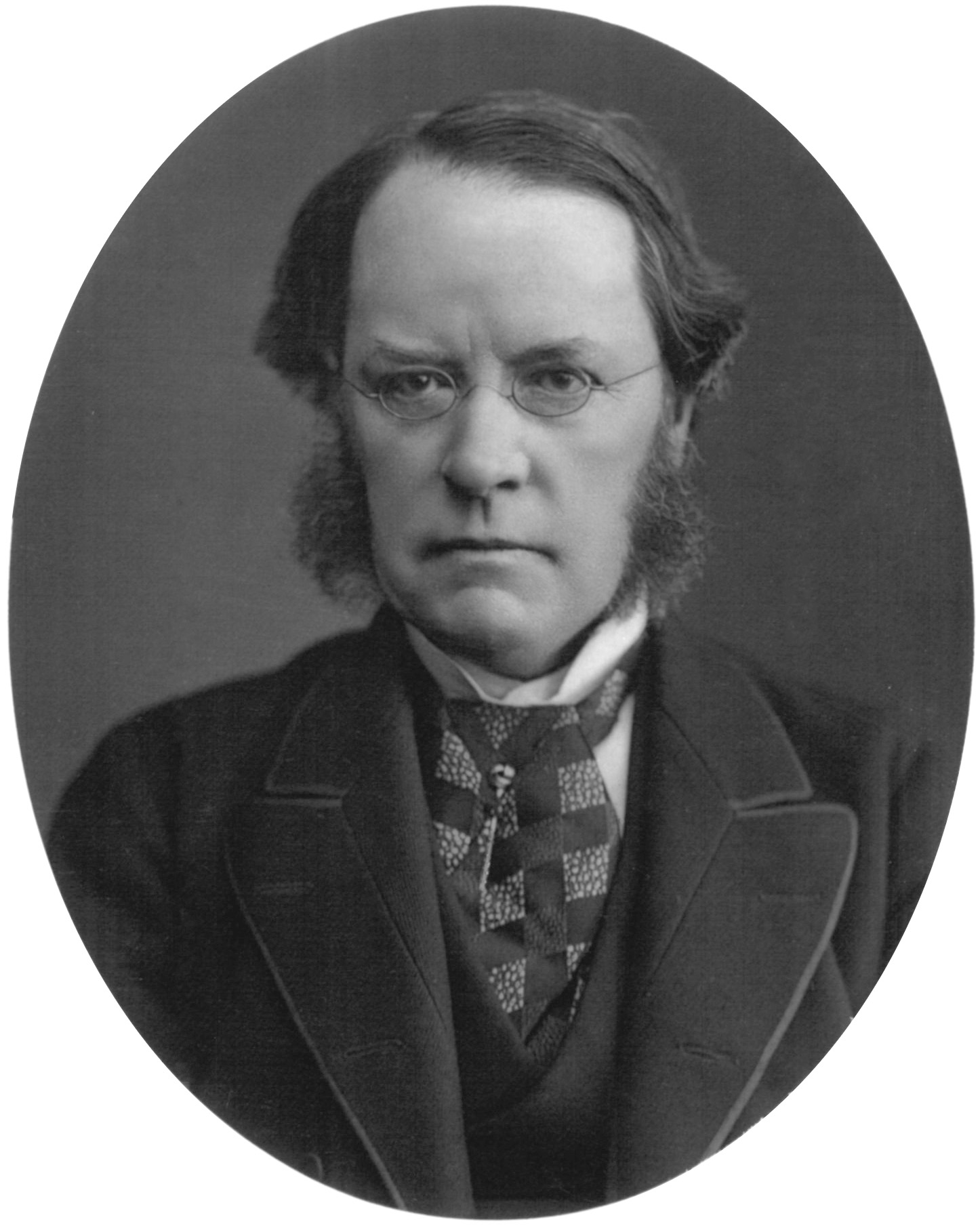
Baron Lyon Playfair, popularyzator szyfru Playfair

Szyfr Playfair (czasem nazywany też szyfrem Playfaira) został wymyślony przez sir Charlesa Wheatstone'a w 1854, a spopularyzowany przez barona Lyona Playfaira.

## Zasady budowy szyfru
Polega on na zastąpieniu par liter tekstu jawnego inną parą liter. Użyjmy jako słowa-klucza słowa SZYFR. Zatem pierwszą czynnością będzie zapisanie liter alfabetu w kwadracie 5 x 5, zaczynając od słowa kluczowego i łącząc litery I oraz J.
```
                   S Z  Y  F  R 

                   A B  C  D  E 

                   G H I/J K  L 

                   M N  O  P  Q 

                   T U  V  W  X 
```

Jeżeli postanowisz używać innego słowa-klucza, w którym litery się powtarzają (dotyczy to szczególnie imion, np. MAGDA), pamiętaj że powtórzenia liter musisz pominąć (w tym przypadku słowem-kluczem będzie MAGD).
Potem dzielimy tekst, który mamy zamiar zaszyfrować (nazywajmy go tekstem jawnym) na digramy, czyli pary liter. Każda z par powinna się składać z dwóch różnych od siebie liter. W razie potrzeby możemy w tym celu wstawić np. x. Dodajemy je także na końcu wtedy, gdy tekst nie kończy się pełnym digramem.
Na przykład: 
tekst jawny                                                    wikipedia jest najlepsza
tekst jawny jako digramy                                wi-ki-pe-di-aj-es-tn-aj-le-ps-za
Teraz przystępujemy do właściwego szyfrowania. Pary liter możemy podzielić na trzy grupy:
1. obie litery są w tym samym wierszu
2. obie litery są w tej samej kolumnie
3. pozostałe

Jeśli obie litery są w tym samym wierszu, zastępujemy je sąsiadującymi z nimi literami z prawej strony; na przykład ki zamienia się w LK. Jeżeli jedna z liter znajduje się na samym końcu wiersza, zastępujemy ją pierwszą literą w tym wierszu. Jeśli obie litery znajdują się w  tej samej kolumnie, powinny zostać zastąpione przez litery leżące pod nimi; np. le zmienia się w QL. Jeżeli któraś litera znajduje się na końcu kolumny, zastępujemy ją pierwszą literą w kolumnie.
Zupełnie inna jest sytuacja, kiedy każda z liter digramu znajduje się w innym wierszu i innej kolumnie. W takim wypadku, aby zaszyfrować pierwszą literę, idziemy wzdłuż wiersza w którym się znajduje, aż dotrzemy do kolumny, która zawiera drugą literę. Litera na skrzyżowaniu wiersza litery pierwszej z kolumną litery drugiej zastępuje pierwszą literę. W celu zaszyfrowania drugiej z liter, idziemy wzdłuż wiersza w którym się znajduje aż dotrzemy do kolumny w której znajduje się pierwsza litera. Znak ze skrzyżowania wiersza litery drugiej i kolumny litery pierwszej reprezentuje drugą literę. Zaszyfrowany tekst przykładowy brzmi zatem:
tekst jawny jako digramy                                wi    ki    pe    di    aj    es    tn    aj    le    ps    za
tekst zaszyfrowany (kryptogram)                    VK  LK   QD  CK  CG  AR  UM  CG  QL   MF  SB
Adresat znający słowo-klucz, może odczytać wiadomość odwracając opisaną procedurę.

## Historia
Playfair przez wiele lat dążył do tego, aby używać tego szyfru podczas wojny. Jego pomysłowi wielokrotnie się sprzeciwiano. Brytyjskie Ministerstwo Wojny zastosowało go w końcu w czasie wojny burskiej. Po pewnym czasie okazało się, że szyfr można złamać, odszukując najczęściej występujące w danym języku digramy.